# Ankylocythere tridentata
Ankylocythere tridentata är en kräftdjursart som beskrevs av C. W. Hart 1964. Ankylocythere tridentata ingår i släktet Ankylocythere och familjen Entocytheridae. Inga underarter finns listade i Catalogue of Life.